# FRONTEO
株式会社FRONTEO（フロンテオ、英: FRONTEO,Inc.）は、日本の東京都港区に本社を置く日本のAI企業である。自然言語処理に特化した独自開発の人工知能（AI）エンジン「KIBIT®（キビット）」と「conceptencoder®（コンセプトエンコーダー）」を用いて、情報解析を支援している。

## 概要
2003年（平成15年）8月8日設立。社名は「進歩的かつ先端的な価値創造集団」を意味するFrontier Technology Organizationの略語。「Front（英語）」最先端＋「eo（ラテン語）」前へ進む　から。
「データ解析技術の未熟さにより、訴訟に必要な情報が見つからず窮地に立たされる企業を守りたい」という信念のもと2003年に創業して以来、国際訴訟で必要な、証拠となる電子データの保全と調査・分析を行う「eディスカバリ（電子証拠開示）」や、「デジタルフォレンジック調査」というリーガルテック事業をメインに展開。
また、リーガルテック事業で培ったAI技術をもとに、2014年より金融、知財、人事などのビジネス分野、ライフサイエンス分野へと事業のフィールドを拡大し、膨大な量のテキストデータの中から意味のある重要なデータを検出することで、業務負担を軽減し、業務の効率化を実現している。

## 事業内容
- ライフサイエンスAI事業：医療・介護の現場に存在する様々な構造化・非構造化データの横断的解析と、それに向けた人工知能（AI）の研究開発
- ビジネスインテリジェンス事業：人工知能KIBITを活用したソリューションで、業務の生産性向上やビジネスの成功につながる経営判断をサポート
- リーガルテックAI事業：人工知能とデジタルフォレンジック技術を活用したeディスカバリ（電子証拠開示）、不正調査支援

企業理念は「Bright Value」。FRONTEOが培った、エキスパートの知識、経験や判断を活用した最先端技術を駆使し、記録に埋もれたリスクとチャンスを見逃さないための最適なソリューションを提供することにより、法律、医療、金融、知財、教育、人事等の分野において、必要かつ適切な情報に出会えるフェアな世界の実現によってもたらされる価値。
自社開発AIの名称はKIBIT（読み：キビット）とConcept Encoder（読み：コンセプトエンコーダー）。

## 歴史
2003年
- 8月 - 「データ解析技術の未熟さにより、訴訟に必要な情報が見つからず窮地に立たされる企業を守りたい」という信念のもと、東京都港区赤坂に、米国製フォレンジックツールの輸入販売を事業目的とした株式会社Universal Business Incubatorsを、資本金100万円で設立[3]

2004年
- 4月 – 本社を東京都港区高輪三丁目25番27号に移転
- 6月 –  米国フォレンジックツール開発企業であるIntelligent Computer Solutions, Inc.及びAccess Data Corp.の2社より、フォレンジック関連ツールの日本国内における独占輸入販売権を取得
- 8月 –  商号を株式会社UBICに変更し、コンピュータフォレンジック専門企業となる
- 8月 –  フォレンジックツール販売開始
- 8月 –  本社を東京都港区港南二丁目4番7号に移転
- 11月 –  米国フォレンジックツール開発企業であるDigital Intelligence, Inc.より、フォレンジック関連ツールの日本国内における独占輸入販売権を取得

2005年
- 4月 - 事業規模の拡大に伴い、本社を東京都港区港南二丁目12番23号に移転
- 5月 –  フォレンジック調査サービス、ディスカバリ支援サービス提供のために、フォレンジックラボを構築
- 6月 – コンピュータフォレンジックサービス「コンピュータフォレンジック調査サービス・ディスカバリー（証拠開示）支援サービス」の提供開始

2007年
- 6月 - 東京証券取引所マザーズへ上場
- 12月 - UBIC North America, Inc.を設立

2009年
- 3月 - 情報セキュリティマネジメントシステム（ISMS）の国際標準規格である「ISO27001」（ISO／IEC 27001:2005）ならびに国内規格である「JIS Q 27001」（JIS Q 27001:2006）の認証取得
- 12月 - 世界初のアジア言語対応電子証拠開示ソフトウェア「Lit i View」をリリース

2010年
- 8月 - クレジットカードの不正調査に特化したPayment Card Forensics株式会社（現・連結子会社のP.C.F. FRONTEO株式会社）を設立

2011年
- 4月 - フォレンジック調査に伴うアナログ調査を行う株式会社UBICリスクコンサルティングを設立
- 10月 - UBIC Taiwan, Inc.（現・FRONTEO Taiwan, Inc.）を設立
- 12月 - UBIC Korea, Inc.（現・FRONTEO Korea, Inc.）を設立

2012年
- 3月 - 自社開発の人工知能（後のKIBIT）をリリース
- 6月 - 知的財産の専門コンサルティング会社である株式会社UBICパテントパートナーズを設立

2013年
- 1月 - 「Advanced Predictive Coding」機能が搭載された「Lit i View」バージョン6.0をリリース
- 5月 - 米国ナスダック市場へ上場（2020年2月に上場廃止）

2014年
- 8月 - 米国のeディスカバリ事業会社TechLaw Solutions, Inc.を買収、連結子会社化

2015年
- 3月 - 当社を存続会社として、株式会社UBICリスクコンサルティングを吸収合併
- 4月 - 医療情報データ解析事業の株式会社UBIC MEDICALを設立（のちに連結子会社、株式会社FRONTEOヘルスケアに商号変更）
- 7月 - 米国のeディスカバリ事業会社EvD, Inc.を買収、連結子会社化（現・FRONTEO USA, Inc.）
- 9月 - デジタルマーケティング事業のRappa株式会社を設立（のちに連結子会社、株式会社FRONTEOコミュニケーションズに商号変更）
- 10月 - 当社を存続会社として、株式会社UBICパテントパートナーズを吸収合併
- 11月 - 独自開発した、自然言語処理をベースとする人工知能「KIBIT」を発表

2016年
- 7月 - 商号を「進歩的かつ先端的な価値創造集団」を意味する株式会社FRONTEOに変更
- 7月 - 株式会社UBIC MEDICALの商号を株式会社FRONTEOヘルスケアに変更
- 7月 - Rappa株式会社の商号を株式会社FRONTEOコミュニケーションズ（’18年5月に当社を存続会社として吸収合併）に変更
- 7月 - EvD, Inc.を存続会社として、UBIC North America, Inc.を吸収合併し、FRONTEO USA, Inc.を設立
- 7月 - UBIC Korea, Inc.の商号をFRONTEO Korea, Inc.に変更
- 7月 - UBIC Taiwan, Inc.の商号をFRONTEO Taiwan, Inc.に変更

2018年
- 5月 - 当社を存続会社として、株式会社FRONTEOコミュニケーションズを吸収合併
- 5月 - FRONTEOヘルスケア、ヘルスケア・インダストリーに特化した人工知能「Concept Encoder」の提供を本格化
- 5月 - FRONTEOヘルスケア、人工知能「Concept Encoder」の特許を取得
- 7月 - 人工知能KIBITをベースとしたFAQシステム「KIBIT Find Answer」を提供開始
- 8月 - FRONTEOヘルスケア、人工知能のアプリケーション「Concept Encoder Articles」の提供開始
- 11月 - 人工知能による特許調査・分析システムの進化版「Patent Explorer 19」の提供開始
- 11月 - 独自開発の人工知能エンジンを進化　次世代版「KIBIT G2」の提供を開始
- 11月 - FRONTEOヘルスケア、人工知能「Concept Encoder」を活用した新規医薬品候補探査技術を開発

2019年
- 1月 - Payment Card Forensics株式会社の商号をP.C.F. FRONTEO株式会社に変更
- 3月 - AIレビューツール「KIBIT Automator」をリリース
- 10月 - 当社を存続会社として、株式会社FRONTEOヘルスケアを吸収合併

2020年
- 1月 - 転倒転落予測システム「Coroban®」について 日本での特許査定を取得
- 2月 – 米国NASDAQ市場上場廃止
- 4月 - AI活用の拠点となる2つのAIラボと、実践的なノウハウをお客様に提供するAIラウンジを本社内に開設
- 4月 - AIを利用した新型コロナウイルス感染症（COVID-19）に対するドラッグリポジショニングの研究を開始
- 6月 - 児童虐待の予兆を早期に検知するAIを活用したソリューションの提供を開始
- 6月 - 認知症診断支援AIシステムについて日本での特許査定を取得
- 7月 - 論文探索AIシステム「Amanogawa」の提供を開始
- 8月 - OSINT (open source intelligence) の研究開始
- 8月 - P.C.F. FRONTEO株式会社を完全子会社化

## 自社開発AI
KIBIT
「KIBIT」は人工知能関連技術のLandscapingと行動情報科学を組み合わせ、FRONTEOが独自開発した日本発の人工知能エンジン。人間の心の「機微」（KIBI）と情報量の単位である「ビット」（BIT）を組み合わせ、「人間の機微を学習できる人工知能」を意味している。テキストから文章の意味を読み取り、人の暗黙知や感覚を学ぶことで、人に代わって、判断や情報の選び方を再現することができる。
Concept Encoder
「単語や文書のベクトル化」で自然文を数値化して解析。文章を読む際に単語の単独での意味だけではなく、周りに出てくる単語の意味や位置も一緒に理解し、文書内の文章の形態素の構成をまとめて解析できる。自由記述のテキストデータを大量に含むメディカルデータを、エビデンス（根拠）に基づいて有効に解析・活用することを目的に2018年に開発。

## 提供ソリューション

### AI 「KIBIT」ベース
- ビジネスデータ分析システム「Knowledge Probe」
- 特許調査支援システム「Patent Explorer」
- メール＆チャット監査システム「Communication Meter」
- Q&Aシステム「Find Answer」
- API「Kibit – connect」
- クラウドプラットフォーム「Intelligence Cloud」

### AI 「Concept Encoder」ベース
AIデジタルヘルス
- 認知症診断AIシステム
- 転倒転落予測AIシステム「Coroban®」

AIドラッグディスカバリ
- 論文探索AI「Amanogawa」
- 創薬支援AI「Cascade Eye」

## リーガルテックサービス
顧客向けに下記のサービスを提供。
- ディスカバリ支援（国際訴訟支援）
- デジタルフォレンジック（不正調査）
- AIメール監査サービス「saki-mori」
- データの保全・収集・保管サービス「Data Cellar」

## 共同研究
- パーキンソン病の診断、治療に関する研究（武田薬品工業と岩手医科大学）
- 人工知能を用いた転倒転落予測システムに関する共同研究（藤田医科大学）
- OSINT研究

## 出版物
- 『法律トラブルを有利に解決できる社長のIT活用術~国内唯一、ハイテク活用訴訟支援企業の社長が教える5つのポイント』守本 正宏、主藤 孝司、起業家大学 著 / 青柳 まさみ 編集 / 2009
- 『ディスカバリ~カルテル・PL 訴訟・特許訴訟~ 米国民事訴訟のディスカバリ対応から学ぶ 国際的法律問題を有利に解決する “ ディスカバリ ” の正しい知識 eDiscovery』守本 正宏 著 / 青柳 まさみ 編集 / 2012
- 『日本企業のディスカバリ対策 世界と対等に戦うためのeディスカバリの正しい手順 ～カルテル・PL訴訟・特許訴訟・米国民事訴訟・国際訴訟～』守本 正宏 著 / 青柳 まさみ 編集 / 2013
- 『日本企業のディスカバリ対策 実践・コストコントロール編 （～eディスカバリを戦略的に適正化するためのコスト構造の正しい理解～）』守本 正宏 著 / 青柳 まさみ 編集 / 2015
- 『リーガルテック活用の最前線 ―AI・IT技術が法務を変える』櫻庭 信之、FRONTEO、弁護士ドットコム 著 / ぎょうせい / 2020